# Flughafen Larnaka

i7
i11
i13
Der Flughafen Larnaka (griechisch Διεθνής Αερολιμένας Λάρνακας, türkisch Larnaka Uluslararası Havalimanı, englisch Larnaca International Airport, IATA-Code: LCA, ICAO-Code: LCLK) ist der Flughafen der Stadt Larnaka und der wichtigste internationale Flughafen der Republik Zypern.

## Lage und Verkehrsanbindung

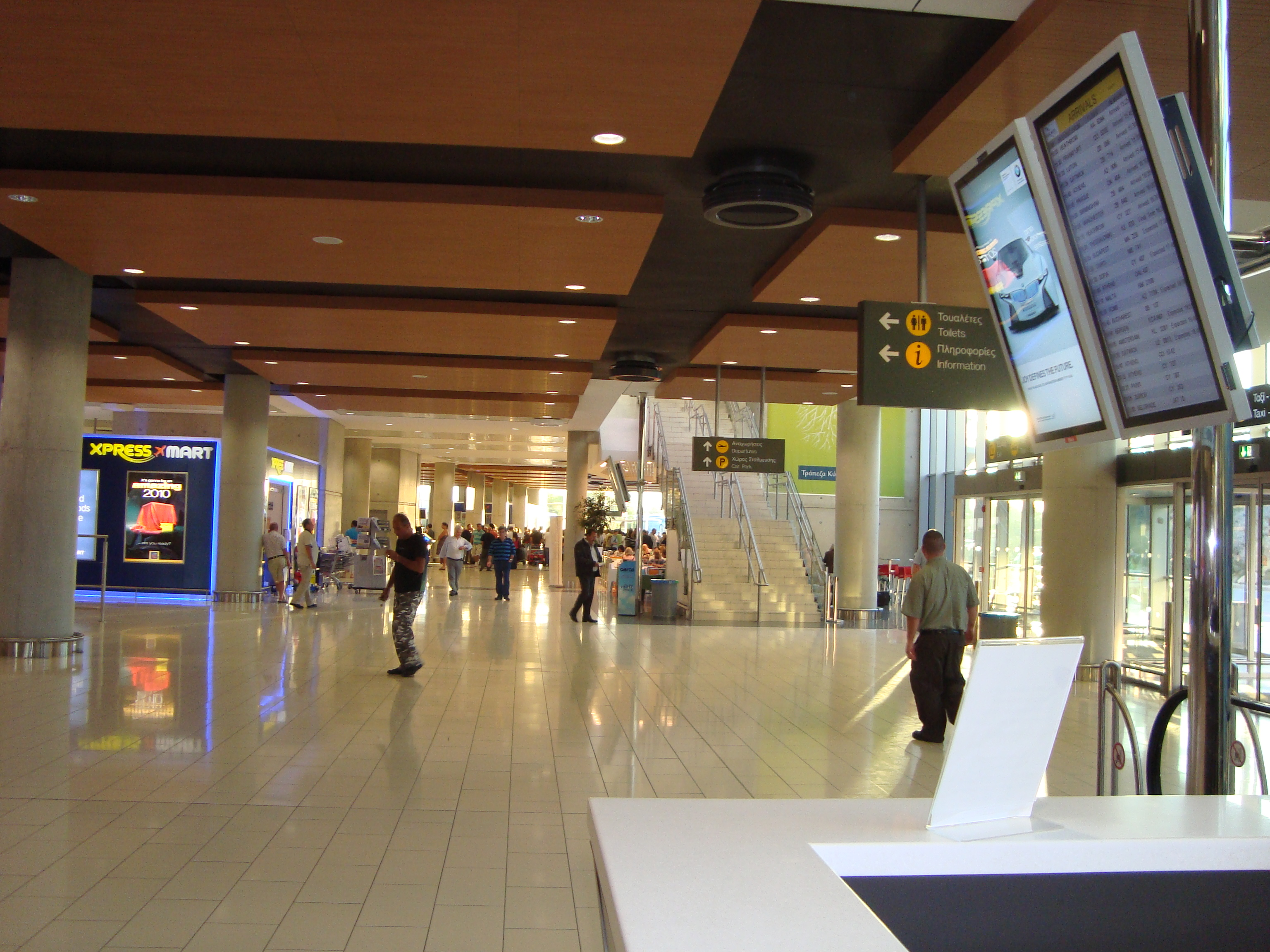
Ankunftshalle

Der Flughafen Larnaka befindet sich acht Kilometer südlich von Larnaka und 40 Kilometer südöstlich von Nikosia. Er liegt dort zwischen dem Salzsee von Larnaka und der Mittelmeerküste an der Bucht von Larnaka.
Der Flughafen ist über die Autobahn A3 erschlossen. Die Innenstadt von Larnaka ist mit dem Taxi und Stadtbuslinien zu erreichen. Fernbusse steuern unter anderem die Städte Agia Napa, Limassol und Nikosia an.

## Geschichte

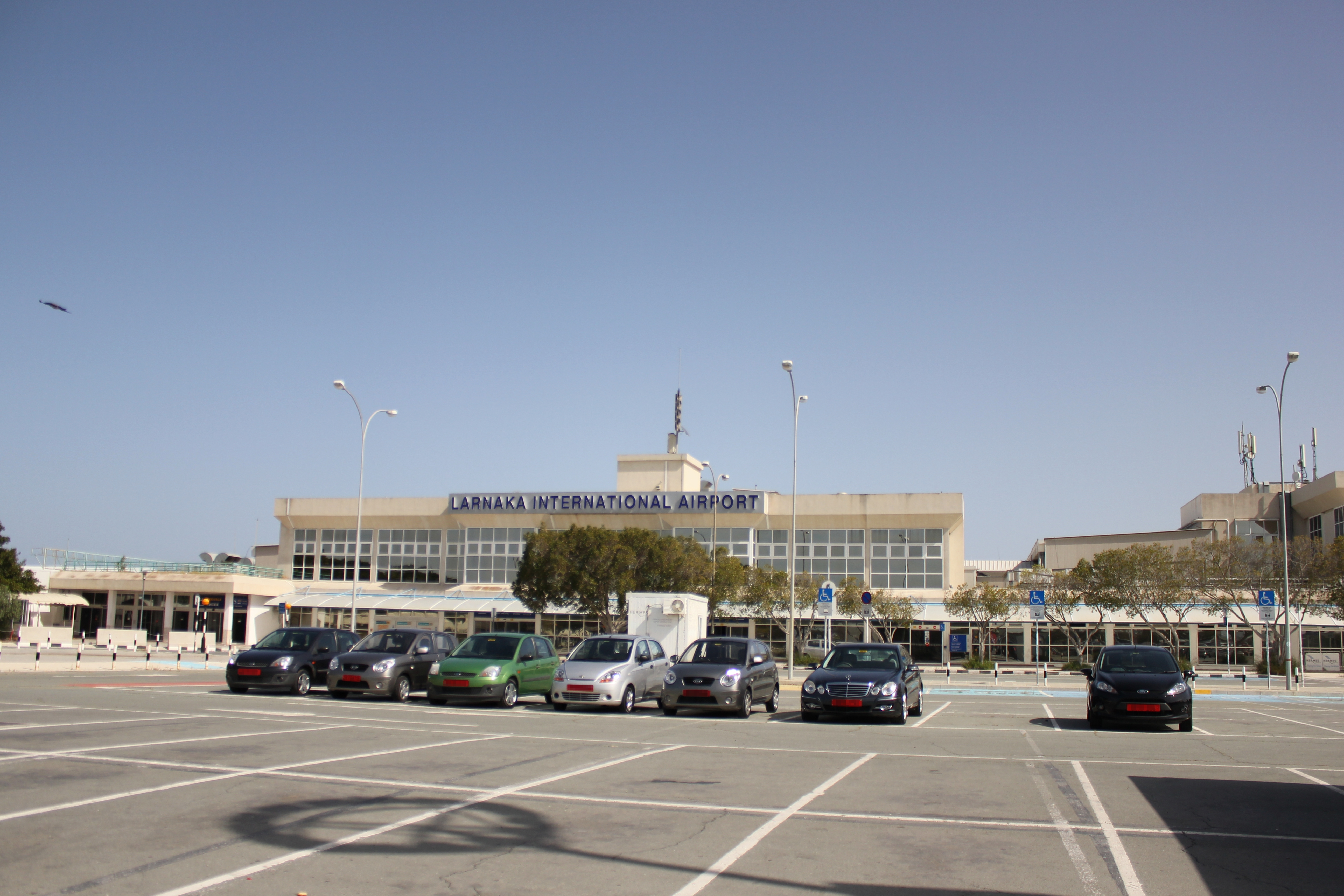
Das alte Terminal

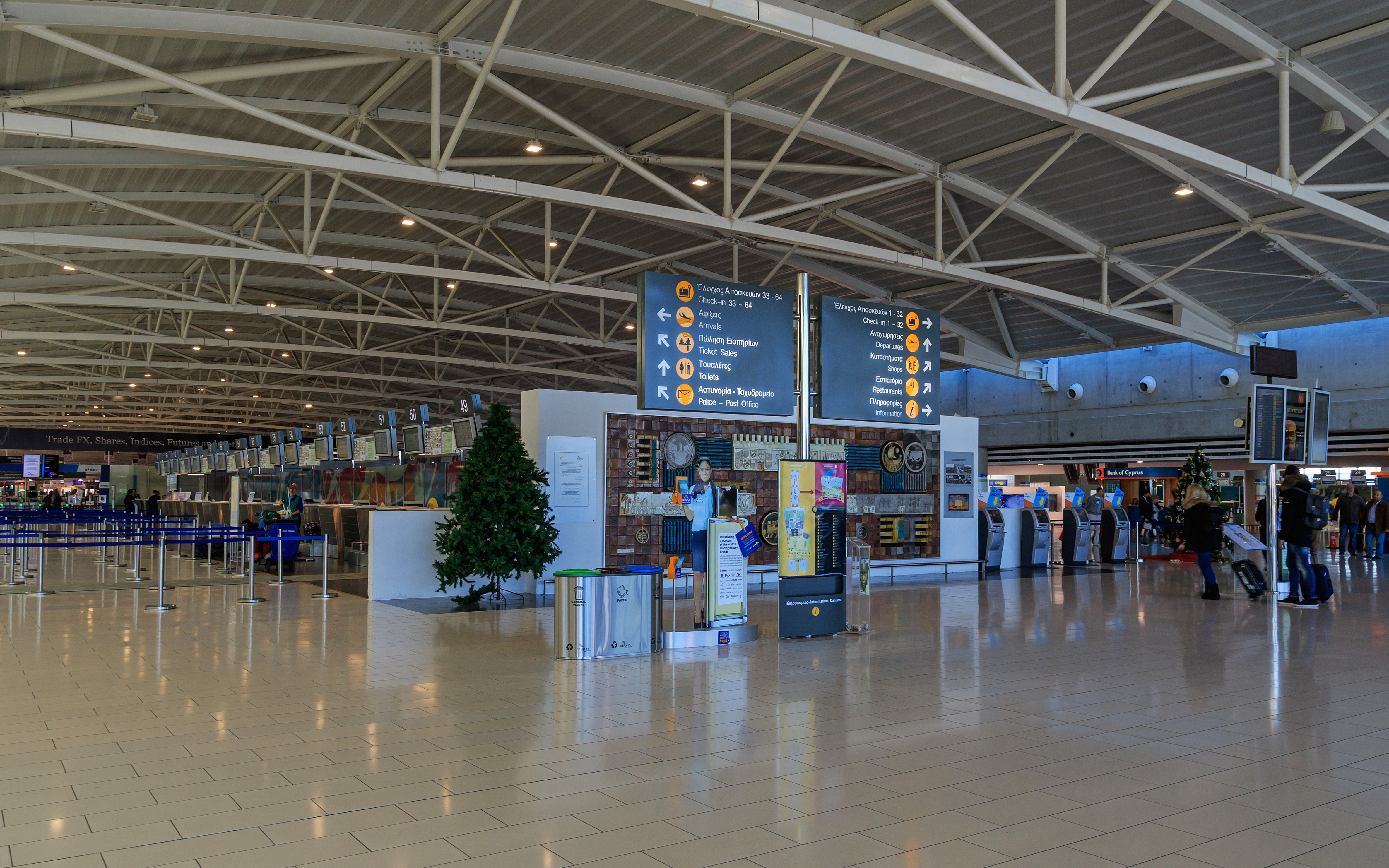
Das neue Terminal innen

Nach der Schließung des Flughafens Nikosia aufgrund des Zypernkonfliktes wurde 1974 auf einem alten britischen Militärflugplatz provisorisch ein neuer internationaler Flughafen eröffnet. 1975 wurde das Terminal in Fertigbauweise errichtet.
Im November 2009 wurde ein neues Terminal eröffnet. Es hat eine Fläche von 98.000 m² und 16 Fluggastbrücken. Für den Betrieb des Terminals ist per Konzession die Hermes Airports Ltd. beauftragt, ein zyprisch-französisch-griechisches Unternehmen. Ein weiterer Ausbau war bis 2013 geplant; er wurde wegen geringer Fluggastzuwächse verschoben. 
Es gab zeitweise Pläne, das alte Terminal abzureißen. Es wurde von einem chinesischen Unternehmen erworben. Geplant sei ein Handelszentrum chinesischer Unternehmen.

## Fluggesellschaften und Ziele
Diverse europäische Fluggesellschaften bieten Flüge an. Im deutschsprachigen Raum wird der Flughafen Larnaka unter anderem von Frankfurt, München, Hamburg und Berlin,  Wien und Zürich angeflogen. Zudem bestehen saisonale Verbindungen aus weiteren deutschsprachigen Städten.

## Verkehrszahlen
| Jahr | Passagiere | Fracht (Tonnen) |
| ---- | ---------- | --------------- |
| 2024 | 8.661.354  | 31.372          |
| 2023 | 8.073.932  | 24.953          |
| 2022 | 6.037.133  | 23.960          |
| 2021 | 3.591.997  | 24.366          |
| 2020 | 1.679.807  | 22.975          |
| 2019 | 8.229.346  | 29.661          |
| 2018 | 8.067.037  | 29.568          |
| 2017 | 7.734.290  | -               |
| 2016 | 6.637.692  | 25.879          |
| 2015 | 5.330.914  | 25.397          |
| 2014 | 5.247.291  | 25.769          |
| 2013 | 4.863.577  | 26.028          |
| 2012 | 5.166.224  | 28.600          |
| 2011 | 5.507.552  | -               |
| 2010 | 5.367.724  | -               |
| 2009 | 5.169.224  | -               |
| 2008 | 5.488.319  | -               |
| 2007 | 5.284.159  | -               |
| 2006 | 4.927.986  | -               |

## Zwischenfälle
- Im Juli 1979 (genaues Datum unbekannt) wurde eine Douglas DC-6BF der US-amerikanischen New World Air Charter (Luftfahrzeugkennzeichen N19CA) auf dem Flughafen Larnaka irreparabel beschädigt. Personen kamen nicht zu Schaden. Das Flugzeug wurde im Oktober 1996 verschrottet.[6]